# أبيرا
أبيرا هي بلدية وبلدة في اليابان، تقع في محافظة إيبوري الفرعية، هوكايدو، بلغ عدد سكانها 8,102 نسمة لعام 2018.